# Ojrany Pierwsze
Ojrany Pierwsze – wieś na Litwie, w rejonie wileńskim, w gminie Dukszty, położona 8 km od Mejszagoły. W 2001 roku liczyła 43 mieszkańców.
We wsi znajduje się szkoła podstawowa.

## Historia
W Ojranach, w XIX w., znajdował się folwark, należący do książąt Giedroyciów. 
Na początku XX w. we wsi osiedlała się ludność z obwodu grodzieńskigo na Białorusi. 

## Miasta partnerskie
- Brdów (Polska)